# Astegistes pilosus
Astegistes pilosus är en kvalsterart som först beskrevs av Koch 1841.  Astegistes pilosus ingår i släktet Astegistes och familjen Astegistidae. Inga underarter finns listade.